# Aristón de Esparta
Aristón (en griego, Aρίστων) fue un rey de Esparta, perteneciente a la dinastía de los Euripóntidas, contemporáneo de Anaxándridas II y que habría gobernado entre los años 550 a. C. y 515 a. C. aproximadamente.
Accedió al trono de Esparta en algún momento anterior a 560 a. C., y murió aproximadamente sobre el año 510 a. C. Reinó, por tanto, durante unos 50 años. y obtuvo una alta reputación en la ciudad.
Le sucedió en el trono su hijo Demarato, que nació de su tercera esposa y tras dos matrimonios anteriores estériles. Existían dudas sobre su verdadera paternidad.